# Дмитриј Мусерски
Дмитриј Александрович Мусерски (рус. Дмитрий Александрович Мусэрский;  Макејевка, 29. октобар 1988) руски је одбојкаш.

## Биографија
Рођен је 29. октобра 1988. године у граду Макејевка, источни део Украјине и у Доњецкој области. Игра на позицији средњег блокера. Од 2006. године је добио руско држављанство и наступа за Русију. У клупској каријери је играо за Локомотиву Белогорје, Металоинвест и Белогорје. Од 2018. године игра за јапански клуб Сантори Санбердс.
Са репрезентацијом Русије освојио је злато на Олимпијским играма у Лондону 2012. године, после победе у финалу над Бразилом. Са сениорском репрезентацијом је освојио још злато на Европском првенству 2013. године у Копенхагену.
У јуну 2021. године играо је за репрезентацију Русије у Лиги нација, али је напустио овај турнир пре краја. Потом је пропустио Олимпијске игре у Токију због лакше повреде и добијених информација о резултату поновне провере узорка на допинг тесту из 11. маја 2013. после првенствене утакмице у шампионату Русије. Мусерски је изјавио да је проналазак психостимуланса метилхексанамина у узорку првобитно био скривен и од њега и од Светске антидопинг агенције. Због овога, Међународна одбојкашка федерација казнила је Мусерског са 9 месеци неиграња почевши од 5. априла 2021, а казна му истиче 4. јануара 2022. године.
Мусерски је ожењен од 2009. године, има једног сина по имену Роман.

## Успеси
Русија
- медаље
- злато: Олимпијске игре Лондон 2012.